# Лазовичи (Клецкий район)
Лазовичи — агрогородок в Клецком районе Минской области Белоруссии. Входит в состав Морочского сельсовета.

## История
В 2008 году деревня Лазовичи преобразована в агрогородок, административный центр Нагорновского сельсовета перенесён из деревни Загорное в агрогородок Лазовичи.
28 июня 2013 года Лазовичи переданы из состава Нагорновского сельсовета в состав Морочского сельсовета.

## Население

### Численность
- 2009 год — 390 человек

### Динамика
- 2009 год — 390 человек (перепись населения)

## Культура
- Лазовичский сельский Дом культуры